# Proctolyra flavolineata
Proctolyra flavolineata is een insect uit de familie van de vlinderhaften (Ascalaphidae), die tot de orde netvleugeligen (Neuroptera) behoort. 
Proctolyra flavolineata is voor het eerst wetenschappelijk beschreven door Tjeder in 1992.